# Tucis
Tucis (o tal vegada Tuci), pronunciat /túkis/, fou un municipi romà de dret llatí de l'illa de Mallorca, documentat principalment en un passatge de Plini el Vell i de situació exacta desconeguda. Apareix mencionat juntament amb el municipium de Guium, el qual tampoc no ha estat identificat.
Tucis apareix citat en un passatge de Plini com a oppidum latinum, interpretat com a municipi de dret llatí. Hom pensa que s'hauria tractat d'una localitat indígena amb una modalitat d'habitatge inicialment inalterada per la presència romana i integrada al domini romà com a civitas stipendiaria. Probablement va rebre la condició de municipi de dret llatí la segona meitat del segle i aC.
Com que es tracta d'un topònim no documentat epigràficament, al llarg de les edicions de Plini que s'han fet ha presentat força varietats textuals, principalment Tucini, Cunici i Thuscium. No obstant això, hi ha consens absolut entre els filòlegs a donar per bona la variant Tucim, que apareix al text en acusatiu. També hi ha hagut propostes arriscades d'identificar el topònim epigràficament mitjançant restitucions.
Pel que fa a la seva localització, tot i els esforços no s'ha trobat cap evidència que pugui lligar el nom de Tucis a cap jaciment de l'illa. No obstant això, hom ha reparat en el fet que existeix un topònim documentat al Llibre del Repartiment de Mallorca, Tuze (amb la variant Tuçe), el qual coincideix força amb el de Tucis (o amb la forma vulgar que hauria tengut després de deu segles d'evolució fonètica). El dit topònim és una alqueria islàmica que apareix entre els llocs de la zona de Petra, però degué ser substituït per un nou topònim i no s'ha pogut tornar a documentar, de manera que la zona on se situava no és segura i no s'ha pogut prospectar amb succés.
En canvi, sí que es troben paral·lels toponímics fora de l'illa. Així, existeix una Tucci turdetana, prop de Jaén, diverses ciutats anomenades Tucca a l'Àfrica romana, i Tuccius també és un nomen romà.